# 디나 워싱턴
디나 워싱턴(영어: Dinah Washington, 본명은 루스 리 존스({llang|en|Ruth Lee Jones}}, 1924년 8월 29일 ~ 1963년 12월 14일)은 미국의 가수이다. 앨라배마주의 타스칼루사에서 태어났다. 독특한 드라마 풍의 창법은 소녀시대의 교회합창대 가운데에서도 뛰어났으며, 《다이나 워싱턴 스토리》 등의 음반이 있다. 1963년 12월 14일에 디트로이트의 자택에서 급서하였다. 블루스의 여왕으로 앞으로의 활약이 기대되고 있었던 만큼 많은 사람은 그녀의 죽음을 애석하게 여겼다.